# Ratne
Ratne (en ukrainien : Ра́тне, en russe : Ратно) est une ville de l'Oblast de Volhynie, en Ukraine. Elle est le centre administratif du Raïon de Ratne. Sa population s'élevait à 8 751 habitants en 2024.

## Histoire
La ville a une population juive importante avant la Seconde Guerre mondiale. Au cours de la guerre, celle-ci subit de nombreuses attaques et morts.
Le plus grand massacre des juifs de la ville a lieu le 25 août 1942, 1 300 personnes sont exécutés dans une carrière à l'extérieur de la ville,.
L'Armée rouge libère la ville le 22 mars 1944.